# Parti populaire pour la démocratie et le développement
Le Parti populaire pour la démocratie et le développement (en anglais : People's Party for Democracy and Development abrégé PdP) est un parti politique barbadien fondé en 2019 par Joseph Atherley.

## Histoire
La création du parti fait suite à la décision d'Atherley de quitter le Parti travailliste (BLP) afin de prendre la fonction officielle de chef de l'opposition, laissée vacante à la suite des élections législatives de 2018 où le BLP a remporté la totalité des sièges de l'Assemblée de la Barbade,.
En novembre 2021, la Barbade devient une république ce qui amène la Première ministre Mia Mottley à dissoudre le Parlement le 27 décembre 2021 et convoqué des élections législatives anticipées pour le 19 janvier 2022. Une semaine après l'annonce du scrutin, le 30 décembre 2021, Josesph Atherley et Lynette Eastmond du Parti progressite uni décide de la formation d'une coalition politique entre les deux partis sous le nom de Parti de l'alliance pour le progrès (en anglais : Alliance Party for Progress, APP) pour le scrutin. Cette alliance est dirigée par Atherley et Eastmond en est la cheffe adjointe.